# Atari Gauntlet Hardware
Atari Gauntlet Hardware es una Placa de arcade creada por Atari destinada a los salones arcade.

## Descripción
El Atari Gauntlet Hardware fue lanzada por Atari en 1985.
El sistema tenía un procesador MC68010L8 a una frecuencia de 14.31818 MHz . En cuanto al sonido, posee un 6502 a 1.789772 MHz, los chips de sonido son un YM2151 a 3.579545 MHz, un Pokey a 1.789772 MHz y un TMS5220 a 650.826 kHz. Tiene un chip de protección  Slapstic 137412-1** (donde ** indican números, dependiendo del juego.)
En esta placa funcionaron 3 títulos.

## Especificaciones técnicas

### Procesador
- MC68010L8 a una frecuencia de 14.31818 MHz

### Audio
- 6502 a 1.789772 MHz

Chips de sonido dedicado:
- YM2151 a 3.579545 MHz
- Pokey a 1.789772 MHz
- TMS5220 a 650.826 kHz

### Video
Resolución 336x240  pixeles

### Protección
- Slapstic 137412-1** (donde ** son números, dependiendo del juego.)

## Lista de videojuegos
- Gauntlet
- Gauntlet II
- Vindicators Part II